# Хелбиг, Грейс
Грейс Энн Хелбиг (англ. Grace Anne Helbig; род. 27 сентября 1985) — американский комик, актриса, автор, ведущая ток-шоу и видеоблогер. Она является создателем и ведущей канала «it’sGrace» на YouTube и аудио-видео подкаста «Not Too Deep with Grace Helbig».
Хелбиг создала веб-серии DailyGrace (2008—2013) при компании My Damn Channel, была корреспондентом на шоу Attack of the Show! на телеканале G4, играла роль Идола в веб-шоу MyMusic от Fine Brothers, снималась в рекламе Lowe на телевидении, сопродюсировала и снялась в фильме Camp Takota, написала комедийную книгу Grace’s Guide: The Art of Pretending to Be a Grown-up, а также создала и была ведущей комедийного ток-шоу на телеканале Е! под названием The Grace Helbig Show.

## Ранняя жизнь и образование
Хелбиг родилась в Вудбери, Нью-Джерси от Джона Хелбига и Терезы МакГиннис. У неё есть старший брат, Джон, и младший — Тим. Она выросла в Вудбори Хайтс, Нью-Джерси и закончила старшую школу Gateway Regional. Она занималась бегом, а также стала победительницей нескольких соревнований по прыжкам с шестом.

В 2003 Хелбиг начала своё обучение в колледже Ramapo в городе Маува, Нью-Джерси и закончила с наибольшим почётом школу современного искусства Ramapo. Также она собрала группу скетч комиков под названием «Baked Goods» со своей лучшей подругой, Мишель Акин. Она училась импровизации в театре Peoples Improv в городе Нью-Йорк.
В 2005 Хелбиг приняла участие в конкурсе красоты Мисс Нью Джерси США, в котором дошла до полуфинала.

## Веб-видео

### Создатель Контента
В ноябре 2007 года Хелбиг следила за чужим домом в Саут-Ориндже, Нью-Джерси. Чтобы избавиться от скуки и занять себя чем-то, она начала снимать ежедневные видео на свой канал GracieHinABox на YouTube.
Начиная с марта 2008 года, Хелбиг и её соседка по комнате в колледже Мишель Акин (девичья фамилия Варгас) создали канал Grace n' Michelle на YouTube. Самое последнее видео на этом канале было загружен 25 октября 2013 года, когда Хелбиг навещала Акин в Нью-Йорке.
В начале 2008 года, Хелбиг вела короткоживущий анимационный веб-сериал, Сказки на ночь (англ. Bedtime Stories) на My Damn Channel, который заключался в пародиях на классические сказки для взрослых. Основатель и главный исполнительный директор Damn Channel, Роб Барнетт, нашёл её личные влоги через её профиль и предложил ей возможность разместить её собственный видеоблог на сайт My Damn Channel. Так появилась DailyGrace, 14 апреля, 2008 года. Новые эпизоды выходили каждый будний день. 11 октября 2010 года, DailyGrace был запущен как свой собственный канал на YouTube. К концу декабря 2013 года, канал собрал более 2,4 млн подписчиков и свыше 211 миллионов просмотров видео на YouTube. С самого начала серий в апреле 2008 г. по декабрь 2013 г. Хелбиг сняла более 830 эпизодов DailyGrace для канал DailyGrace на YouTube, к тому же 690 эпизодов DailyGrace , которые были опубликованы исключительно на сайт My Damn Channel (то есть все эпизоды до 8 октября 2010 года, а также дополнительные видео после этой даты).
С марта 2012 по январь 2013, Хельбиг вела My Damn Channel LIVE  один раз в неделю из Нью-Йоркской студии компании (будничные эпизоды вёл Бет Хойт). В ноябре 2013 года, серия была возрождена в еженедельном формате, как My Damn Channel LIVE: Hangout, где Хелбиг несколько раз принимает участие через видеочат из Лос-Анджелесской студии.
13 сентября 2013 года, Хелбиг дебютировала с её еженедельным веб-сериалом Лица Грейс (англ. Grace’s Faces) на новом канале Бобби Брауна на YouTube, Я люблю макияж (англ. I love makeup). Сериал состоял из двадцати четырёх эпизодов и закончился 7 марта 2014 года.
4 ноября 2013, Хелбиг объявила о еженедельных дополнительных видео DailyGrace на сайте My Damn Channel под названием Одна вещь, о которой вы не знали обо мне на прошлой неделе (англ. One Thing You Didn’t Know About Me From Last Week). Итого вышло пять эпизодов — последний 2 декабря 2013 года.
27 декабря 2013, Хелбиг загрузила её последний эпизод DailyGrace на канал DailyGrace на YouTube. Четыре дня спустя, My Damn Channel объявил, что Хелбиг решила не продлевать её многолетний контракт с компанией, и, что далее Хелбиг не будет снимать видео на канал DailyGrace на YouTube. My Damn Channel заявил, что канал DailyGrace на YouTube будет функционировать исключительно как архив, загружая ранние эпизоды DailyGrace и другой контент Хелбиг, который ранее был эксклюзивом для сайта My Damn Channel.
6 января 2014 года Хелбиг перезапустила ей лично принадлежащий, ранее вторичный канал it’sGrace (переименован из GracieHinABox) как её основной канал на YouTube. Новости об уходе Хелбиг из My Damn Channel и старте личного независимого канала способствовали резкому увеличению подписчиков на it’sGrace: от 87,000 в последнюю неделю 2013 года до более полутора миллионов в первую неделю 2014 года. 22 января 2014 года, всего через две с половиной недели после перезапуска канала, it’sGrace пересёк черту в 1 миллион подписчиков. 30 апреля 2014 года, было объявлено, через пресс-релиз, что Хелбиг заключила партнёрство с многоканальной сетью Fullscreen. 30 декабря 2014 года, всего за одну неделю до года с перезапуска канала, it’Grace пересёк черту в 2 миллиона подписчиков. На декабрь 2015 года, на it’sGrace подписаны 2,8 миллиона человек и общее количество просмотров составляет свыше 163 миллионов.
1 июля 2014 года, Хелбиг и соведущая Mеймри Харт показали первые кадры из своего летнего веб-сериала о путешествиях #HeyUSA на канале Astronauts Wanted на YouTube. Восемь полнометражных эпизодов вышли на цифровой видеоплатформе The Scene 15 октября 2014 года. Премьера второго сезона #HeyUSA состоялась на The Scene 16 апреля 2015 г., но уже без Хелбиг как партнер в путешествиях с Харт. Вместо этого, Хелбиг начинала каждый эпизод и объявляла место расположения эпизода, а также называла новых попутчиков Харт: Кингсли, Тайлер Окли, Дженна Марблс, Коллин Баллинджер и Флула Борг.

### Актриса

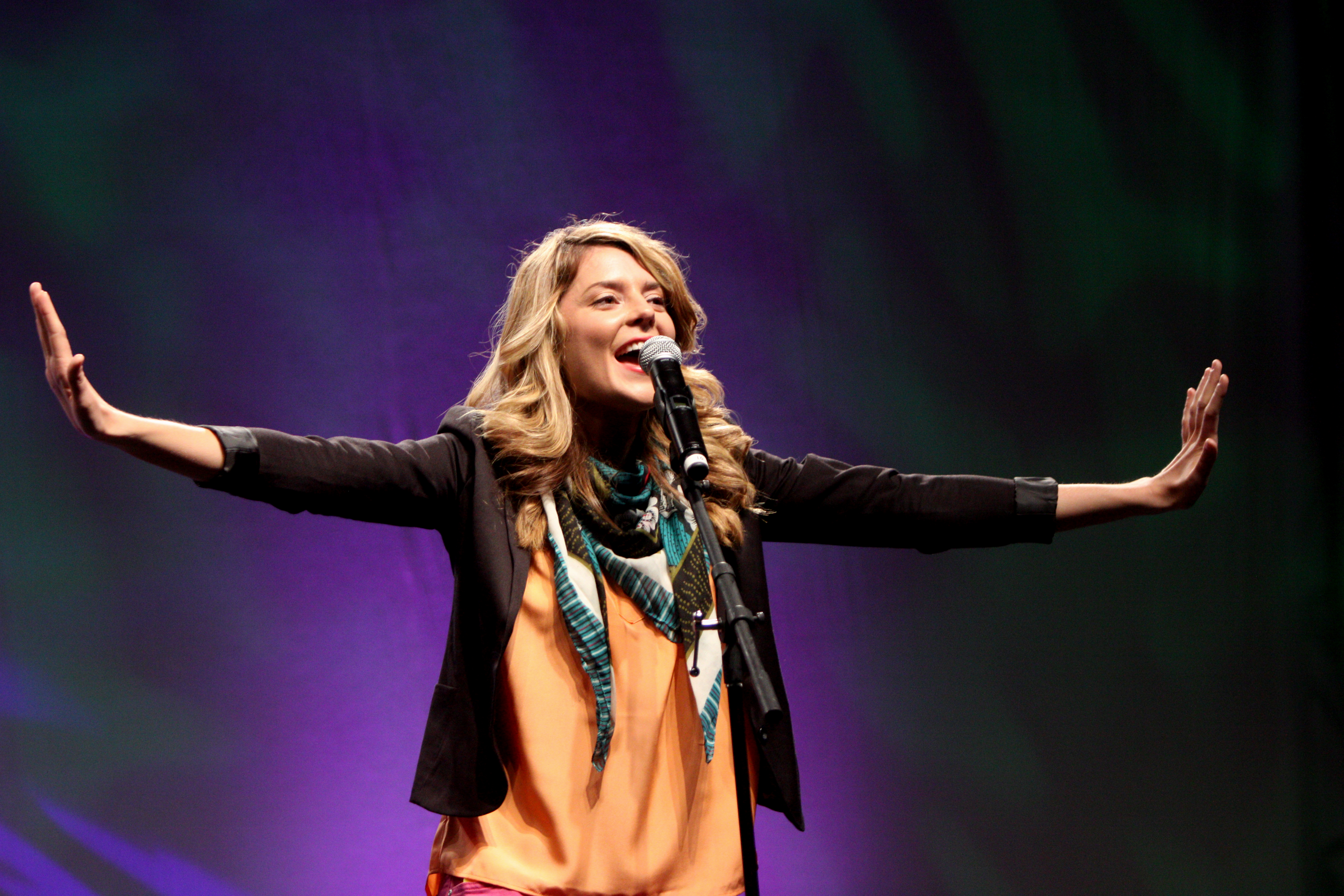
Грейс Хелбиг на 'MyMusic'

Хелбиг участвовала во многих веб-сериалах на протяжении всей её карьеры, включая следующие:
В 2012 году, во время церемонии награждения IAWTV , Хелбиг встретилась с Fine Brothers. Им как раз нужна была актриса чтобы бросить кого-то, чтобы играть роль Идола для своего нового веб-сериала MyMusic, и во время их встречи, они предложили ей роль. Хелбиг вылетела в Лос-Анджелес на следующей неделе на съемки первого сезона. Хелбиг впоследствии появилась в первых семи эпизодах второго сезона.
В июле 2013 года, в последних трех эпизодах 2 сезона 2 части веб-сериала Самые популярные девушки в школе (англ. The Most Popular Girls in School) Хелбиг озвучила Джинни Хальверстадa. В марте 2014 года, Хелбиг озвучивала другого персонажа, Памелу Дарабонд, в трех эпизодах 3 сезона.
В мае и июне 2014 года, Хелбиг играла роль Анны в двух эпизодах второго сезона музыкального веб-сериала Побочные эффекты (англ. Side Effects) на канале AwesomenessTV на YouTube.
17 ноября 2014 Грейс Хелбиг и Ханна Харт появились как Джульетта и Бонни Паркер соответственно в четвёртом сезоне Эпичных рэп битвах истории (англ. Epic Rap Battles of History), в эпизоде Ромео и Джульетта против Бонни и Клайд (англ. Romeo and Juliet vs. Bonnie and Clyde).[27]
26 февраля 2015, через множество СМИ было объявлено, что Хелбиг станет одной из главных героинь, вместе с Ханной Харт в перезапузке телесериала 1970-х годов Электра женщина и девушка Дайна (англ. Electra Woman and Dyna Girl). Веб-сериал, срежиссированный Крисом Маррс Пиллиеро, был снят в Ванкувере в феврале и марте 2015 года.
6 августа 2015, Хелбиг снялась в серии онлайн рекламных роликов для сети отелей и курортов Marriott для рекламной кампании «Стоит забронировать напрямую» .
6 октября, 2015, Хелбиг появилась в четвёртом эпизоде проекта ПиДжея Лигори в веб-сериале Отель Оскара для фантастических существ (англ. Oscar’s Hotel for Fantastical Creatures), где она играет рака-отшельника по имени Отшельник. Шести-серийный фильм был запущен исключительно через платный сервис Вимео.

## Телевидение
Хелбиг принимала участие в многочисленных рекламных роликах, а также появлялась на различных телевизионных шоу и ток-шоу. Впервые она появилась на телевидении как Зелёная Девушка в серии публичных заявлений для кампании экологической осознанности The N’s The Big Green Help в 2008—2009 годах.
5 января 2015 года через пресс-релиз было объявлено, что Хелбиг станет ведущей в гибридном комедийном/ток-шоу для E!, под названием Шоу Грейс Хелбиг (англ. The Grace Helbig Show). В процессе подготовки к шоу, Хелбиг давала интервью в прямом эфире на несколько спутниковых телеканалов США 27 марта 2015 года. Премьера Шоу Грейс Хелбиг состоялась 3 апреля 2015. Всего было выпущено восемь эпизодов, и шоу завершилось 7 июня 2015.